# Gochtial
Le gochtial (parfois orthographié gotchial, goatchial, gostial, cochetial), est une spécialité bretonne de type pain-brioche,.

## Origine
En breton, gochtial, gwestall, gwastell ou gwestell dans d'autres dialectes signifie « gâteau ».
Son origine géographique se situe dans le golfe du Morbihan et plus précisément sur la presqu'île de Rhuys dans la commune de Saint-Armel. Cette spécialité de forme ronde et galbée à la mie dense existe depuis le XIXe siècle et serait originaire d'une boulangerie de la commune du Hézo. Le gochtial était réalisé à l'occasion de la saint Vincent le 22 janvier,. Lors de cette fête, tous les habitants de la presqu'île de Rhuys apportaient leur gochtial dans le four à pain du boulanger. Cette tradition s'est perpétuée en l'honneur de saint Vincent qui est le patron des vignerons.

## Ingrédients
Sa recette exacte demeure secrète, mais les ingrédients doivent comprendre farine de blé, pâte à pain fermentée, lait frais, beurre, sucre, œufs, levure de boulanger et sel.